# 扎西尼玛
扎西尼玛（藏語：བཀྲ་ཤིས་ཉི་མ་，威利转写：bkra shis nyi ma；1979年7月11日—），是藏族歌手，出生於四川省阿坝藏族羌族自治州松潘县，被譽為「山歌王子」。
2001年11月，尼玛考入了唐古拉风歌舞大世界，成为一名职业歌手。之后两年间，尼玛先后参加了“九运会”开幕式、国际熊猫节演出和2003年四川电视台春节联欢晚会演出等大型演出活动；同时，他还在中国首届南北歌手擂台赛中夺得第二名，并获得“全国十大歌王”称号。2019年，扎西尼玛以首發歌手的身份參加了北京廣播電視台的《中歌會》。